# عنکبوت‌های کوتوله

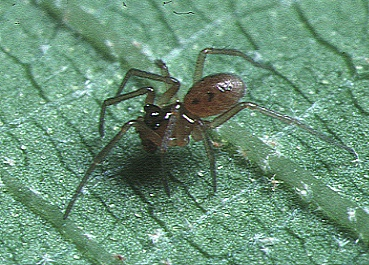
عنکبوت‌های کوتوله

عنکبوت‌های کوتوله (نام علمی: Erigoninae) نام یک زیرخانواده از شاخه بندپایان است.